# Iglesia de la Anunciación (Berja)
La iglesia de la Anunciación es una iglesia católica situada en la localidad almeriense de Berja, en España. Se ubica en la plaza principal de la ciudad. 

## Historia

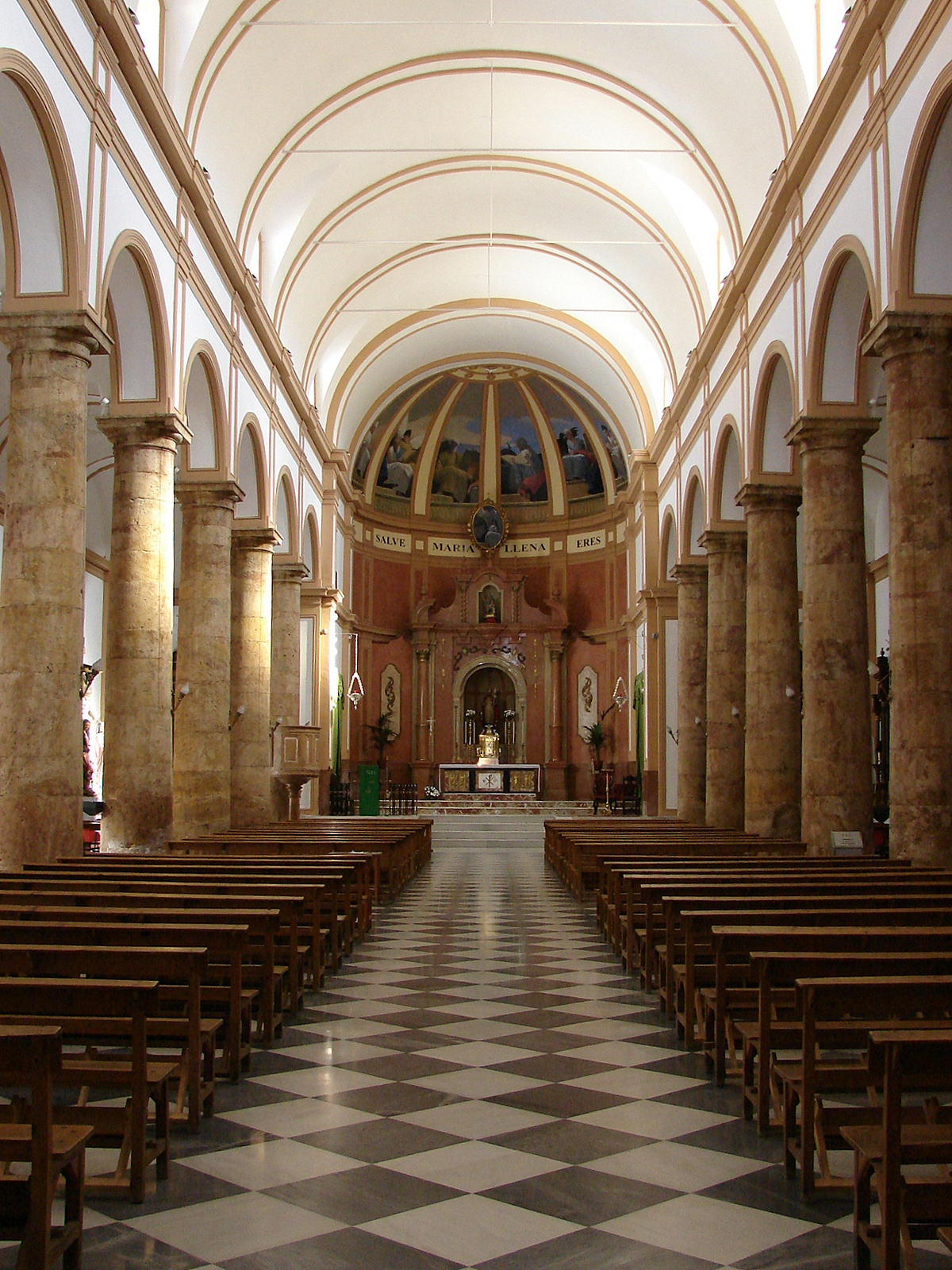
Vista del interior.

La iglesia primigenia, con un fuerte carácter defensivo, se empezó a construir en 1501 siguiendo líneas renacentistas sobre la base de la antigua mezquita presente desde la época de dominio musulmán. Contaba con una nave central flanqueada por dos naves laterales, y en su exterior existían dos torres asimétricas. Durante la rebelión de las Alpujarras fue incendiada, sufriendo gravísimos daños que llevaron a una profunda reforma. Aún así, hacia 1763 se hundió la nave principal del templo, por lo que se buscó la construcción de una segunda iglesia. Esta fue encargada al arquitecto Ventura Rodríguez, pero un terremoto acaecido en 1804 arruinó el edificio obligando a su reconstrucción.
La pujante situación económica de la localidad en la época, impulsada por un auge en la minería, propició la construcción de un nuevo templo, que sería iniciado en 1826, y se finalizó hacia 1879, siguiendo un estilo neoclásico que dominaba en la época. Presenta una planta basilical de tres naves, separadas por hileras de columnas toscanas construidas en piedra.
En su altar mayor se puede encontrar una imagen de San Tesifón, patrón de Berja.